# メッシュマップ
メッシュマップ（grid map）とは、多数のメッシュに分割した面について、メッシュ単位での値を表示した地図のことである。それぞれのメッシュの面積が等しいため、単位地域の形状や規模の影響を排除して考察できるようになる。
地理学では、空間分布やその変化の分析・考察のうえでメッシュマップが利用されてきた。